# Manthelon
Manthelon és un municipi francès situat al departament de l'Eure i a la regió de Normandia. L'any 2007 tenia 291 habitants.

## Demografia

### Població
El 2007 la població de fet de Manthelon era de 291 persones. Hi havia 112 famílies de les quals 20 eren unipersonals (12 homes vivint sols i 8 dones vivint soles), 32 parelles sense fills, 40 parelles amb fills i 20 famílies monoparentals amb fills.
La població ha evolucionat segons el següent gràfic:
Habitants censats

### Habitatges
El 2007 hi havia 137 habitatges, 112 eren l'habitatge principal de la família, 17 eren segones residències i 8 estaven desocupats. 130 eren cases i 2 eren apartaments. Dels 112 habitatges principals, 91 estaven ocupats pels seus propietaris, 16 estaven llogats i ocupats pels llogaters i 5 estaven cedits a títol gratuït; 1 tenia una cambra, 6 en tenien dues, 14 en tenien tres, 29 en tenien quatre i 62 en tenien cinc o més. 88 habitatges disposaven pel capbaix d'una plaça de pàrquing. A 43 habitatges hi havia un automòbil i a 65 n'hi havia dos o més.

### Piràmide de població
La piràmide de població per edats i sexe el 2009 era:
| Homes | Edats   | Dones |
| ----- | ------- | ----- |
| 0     | 95 o +  | 0     |
| 0     | 90 a 94 | 4     |
| 0     | 85 a 89 | 0     |
| 0     | 80 a 84 | 0     |
| 4     | 75 a 79 | 0     |
| 8     | 70 a 74 | 4     |
| 0     | 65 a 69 | 16    |
| 0     | 60 a 64 | 0     |
| 4     | 55 a 59 | 0     |
| 12    | 50 a 54 | 4     |
| 4     | 45 a 49 | 8     |
| 12    | 40 a 44 | 8     |
| 24    | 35 a 39 | 24    |
| 8     | 30 a 34 | 16    |
| 8     | 25 a 29 | 0     |
| 0     | 20 a 24 | 8     |
| 12    | 15 a 19 | 4     |
| 16    | 10 a 14 | 20    |
| 12    | 5 a 9   | 16    |
| 28    | 0 a 4   | 0     |

## Economia
El 2007 la població en edat de treballar era de 208 persones, 158 eren actives i 50 eren inactives. De les 158 persones actives 149 estaven ocupades (76 homes i 73 dones) i 9 estaven aturades (6 homes i 3 dones). De les 50 persones inactives 16 estaven jubilades, 21 estaven estudiant i 13 estaven classificades com a «altres inactius».

### Ingressos
El 2009 a Manthelon hi havia 106 unitats fiscals que integraven 289 persones, la mediana anual d'ingressos fiscals per persona era de 19.860 €.

### Activitats econòmiques
Dels 15 establiments que hi havia el 2007, 1 era d'una empresa extractiva, 3 d'empreses de fabricació d'altres productes industrials, 5 d'empreses de construcció, 1 d'una empresa de comerç i reparació d'automòbils, 1 d'una empresa d'hostatgeria i restauració, 1 d'una empresa d'informació i comunicació, 1 d'una empresa financera i 2 d'empreses de serveis.
Dels 6 establiments de servei als particulars que hi havia el 2009, 1 era un taller de reparació d'automòbils i de material agrícola, 1 fusteria, 3 lampisteries i 1 empresa de construcció.
L'únic establiment comercial que hi havia el 2009 era una botiga d'equipament de la llar.
L'any 2000 a Manthelon hi havia 11 explotacions agrícoles.

## Poblacions més properes
El següent diagrama mostra les poblacions més properes.